# Skurverk

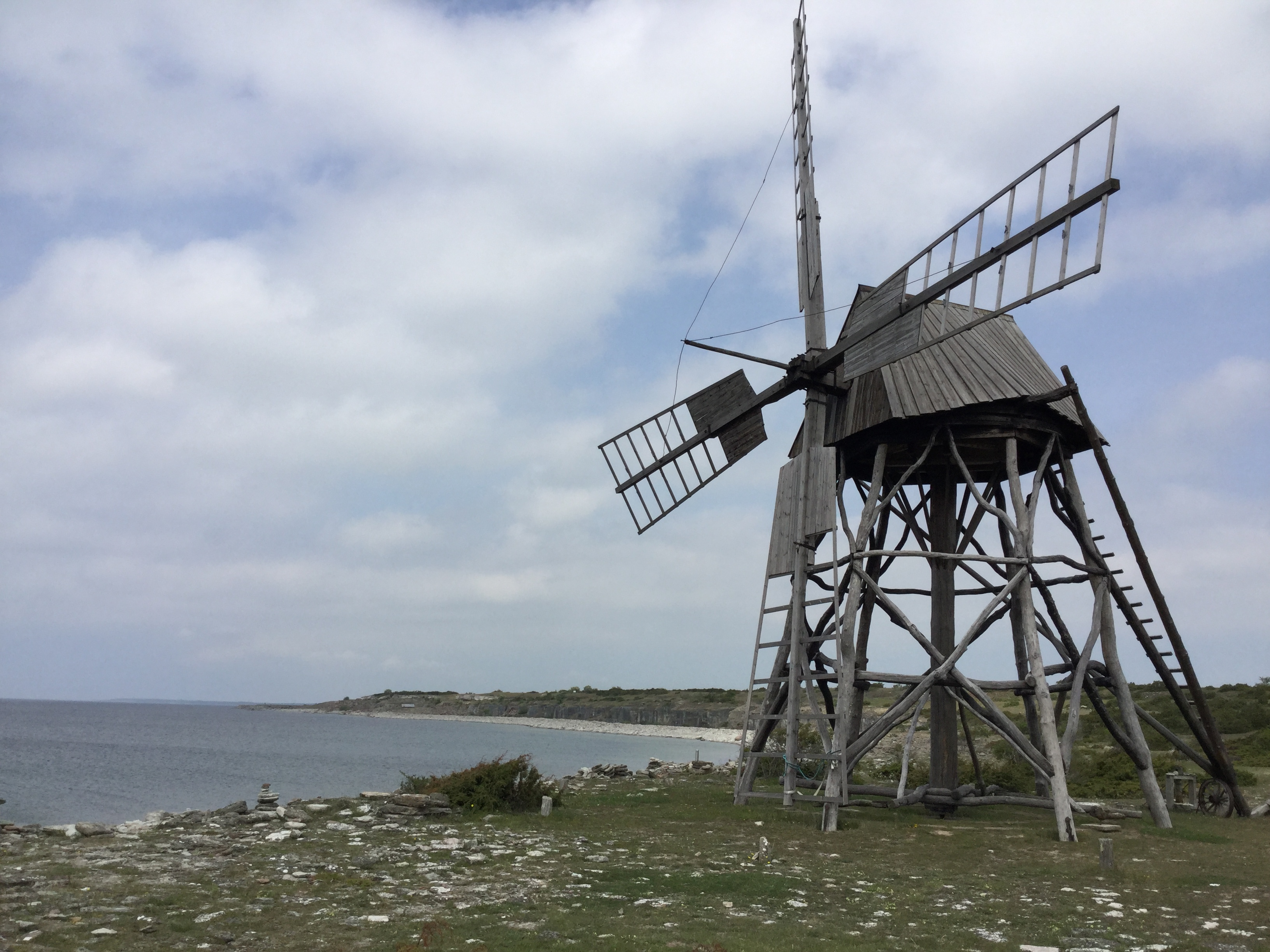
Skurkvarnen i Jordhamn, Öland

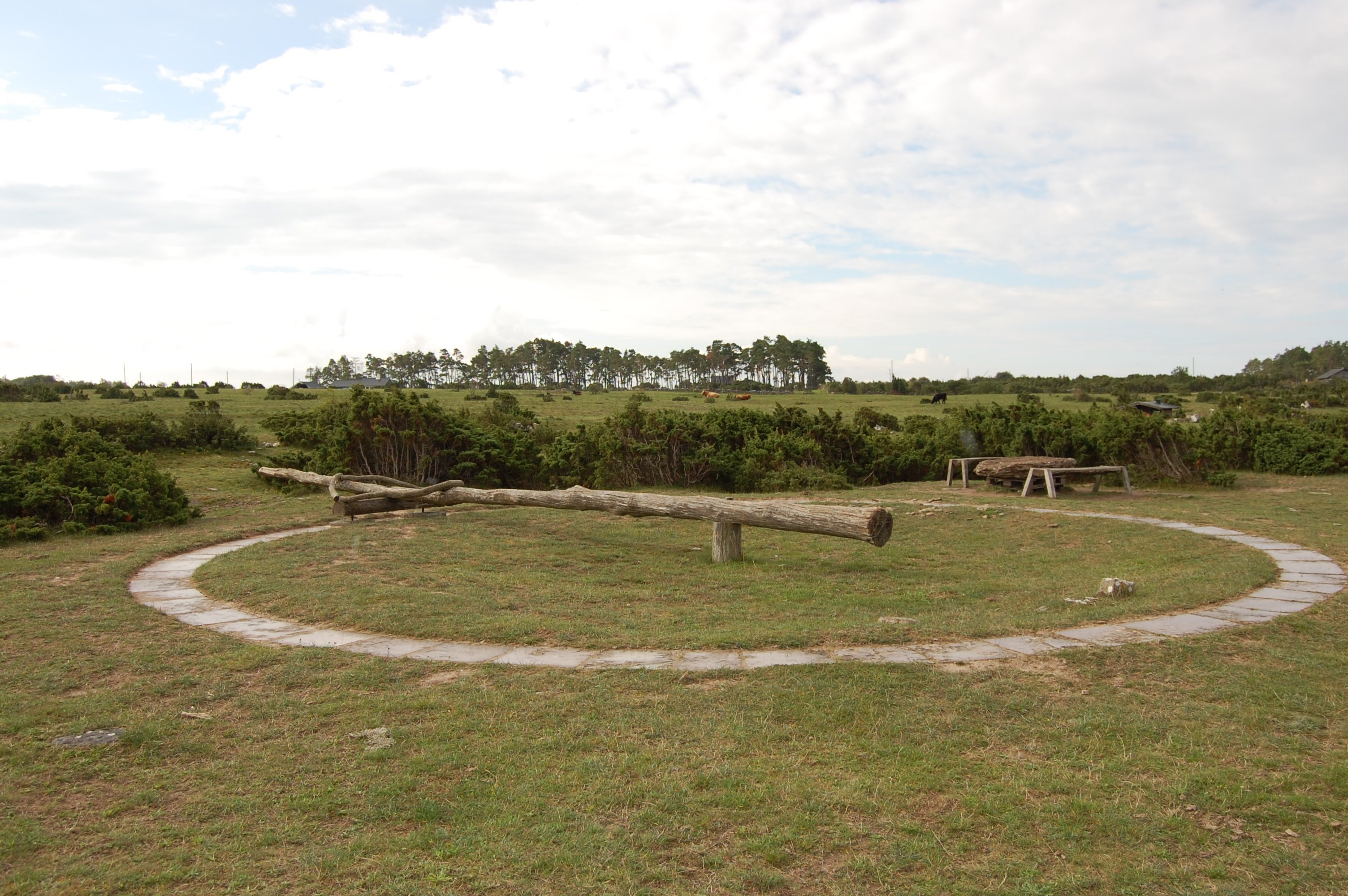
Skurverk form av oxvandring, också den i Jordhamn

Skurverk, äldre anläggning för att skura, det vill säga göra ytan slät på kalkstensflisor som ska användas som byggnadssten. Från åtminstone medeltiden fram till 1800-talet användes på Öland, där detta var en betydande verksamhet, skurvandringar. En sådan bestod i en upplagd ring av de kalkstensflisor som man ville bearbeta. I centrum av ringen fanns en ekpåle som utgjorde fästpunkt för en dragbom. Under dragbommen, i höjd med stenringen fästes en löpare. Bommen drogs runt av dragdjur. Som slipmedel användes sand och vatten. En veckas arbete kunde resultera i 100 slipade stenar, vilka kunde skeppas ut för att användas som till exempel golvbeläggning i någon finare byggnad någonstans runt Östersjön.
På 1860-talet började man på Öland använda vinddrivna skurverk. Med god vind kunde en ring skuras på en enda dag. Som uppfinnare av dessa verk anges en skeppare och båtbyggare från Källa socken, Olov Peter Nilsson (1825–1895). Dessa skurverk, som vanligen drevs av småbönder, användes fram till 1930-talet, då man övergick till att slipa stenen maskinellt. Ett enda vinddrivet skurverk finns bevarat, nämligen det i Jordhamn, Persnäs socken. Det uppfördes 1905 och ägs sedan 1947 av Åkerbo hembygdskrets.